# François Nau
Pour les articles homonymes, voir Nau.
François Nau, né le 13 mai 1864 à Thil (à l'époque en Moselle) et mort le 2 septembre 1931 à Paris), est un prêtre catholique, mathématicien et spécialiste du syriaque et d'autres langues orientales.

## Biographie
Né le 13 mai 1864, François-Nicolas Nau était l'aîné des cinq enfants de François-Nicolas Nau et de Marguerite Longueville. Il est le grand-oncle de Pierre Sabatier (en), physicien et mathématicien.
Après avoir fréquenté l'école primaire de Longwy jusqu'en 1878, il entre au petit séminaire de Notre-Dame-des-Champs à Paris, puis, en 1882, au Grand Séminaire de Saint-Sulpice.
En 1887, il obtient son baccalauréat de théologie et de droit canon.
Le 17 décembre 1887, il est ordonné prêtre du diocèse de Paris.
Il étudie ensuite les mathématiques et les sciences naturelles à la faculté des sciences de Paris puis, à partir de 1889, le syriaque. À compter de 1890, il enseigna pendant près de quarante ans les mathématiques et l'astronomie à l'Institut catholique de Paris.
En 1895, il obtient le diplôme de l'École pratique des hautes études de Paris en publiant (texte syriaque et traduction française) un traité d'astronomie de Bar Hebraeus (1279).
En 1897, il obtient le diplôme de docteur ès sciences.
En 1899, il fonde avec René Graffin (1858-1941) la collection Patrologia Orientalis, destinée à compléter les Patrologies grecque et latine de Migne.
L'Académie des inscriptions et belles-lettres lui décerne le prix Bordin en 1916 pour Les ménologes des évangéliaires coptes-arabes et Ammonas, successeur de saint Antoine.
En 1927, il obtient un enseignement du syriaque à l'École pratique des hautes études.
En 1928, il devient doyen de l'École des Sciences.
La liste de ses publications comprend plus de 250 ouvrages.

## Liste partielle des publications de François Nau
La liste complète des publications de Nau se trouve en appendice à l'article de M. Brière, Journal asiatique no 233, pages 153 à 180. Il est possible que  manquent à cette liste une douzaine d'articles de journaux, très courts, publiés sous pseudonyme.
- Littérature cosmographique syriaque inédite. Notice sur le Livre des trésors de Jacques de Bartela, évêque de Tagrit, in: JA, 9.série, 7, 1896, 286-331 ;
- Thèses présentées à la Faculté des Sciences de Paris pour obtenir le grade de Docteur ès sciences mathématiques.

1re thèse: Formation et extinction du clapotis ;
2e thèse : Propositions données par la Faculté, 1897 ; 
- Une biographie inédite de Bardesane l'astrologue (154-222), tirée de l'Histoire de Michel le Grand, patriarche d'Antioche (1126-1199), 1897 ;
- Bardesane l'astrologue. Le Livre des lois des pays. Texte syriaque et traduction française, 1899, 19312 ;
- Opuscules maronites, in: ROC 4, 1899, 175-225. 318-353. 543-571; 5, 1900, 74-98. 293-302 ;
- Le Livre de l'ascension de l'esprit sur la forme du ciel et de la terre. Cours d'astronomie rédigé en 1279 par Grégoire Aboulfarag, dit Bar Hebraeus, I re partie: Texte syriaque, 1899; II e partie: Traduction française, 1900 (BEHE 121) ;
- Le texte grec des récits du moine Anastase sur les saints Pères du Sinaï, in: Or Chr 2, 1902, 58-89 ;
- Dans quelle mesure les Jacobites sont-ils monophysites ?, in: ROC 10, 1905, 113-134 ;
- Recueil de monographies. I. Histoires d'Açoudemmeh et de Marouta, métropolitains jacobites de Tagrit et de l'Orient (VIe et VIIe siècles), suivies du traité d'Açoudemmeh sur l'homme. Textes syriaques inédits publiés, traduits et annotés, in: PO 3, 1905, 1-120; Lettres choisies de Jacques d'Édesse, publiées et traduites, 1906; Ancienne littérature canonique syriaque, fasc. II. Les canons et les résolutions canoniques de Rabbula, Jean de Tella, Cyriaque d'Amid, Jacques d'Édesse, Georges des Arabes, Cyriaque d'Antioche, Jean III, Théodose d'Antioche et des Perses, traduits pour la première fois en français, 1906 ;
- Histoires des solitaires égyptiens (ms. Coislin 126, fol. 158 à fol. 256), in: ROC 12, 1907, 43-69. 171-189. 393-413 ; 13, 1908, 47-66. 266-297 ; 14, 1909, 357-379; 17, 1912, 204-211. 294-301 ; 18, 1913, 137-146 ;
- Analyse du traité écrit par Denys bar Salibi contre les Nestoriens, in: ROC 14, 1909, 298-320 ;
- Documents pour l'étude de la Bible. Histoire et Sagesse d'Ahiqar l'Assyrien (fils d'Anaël, neveu de Tobie). Traduction des versions syriaques avec les principales différences des versions arabe, arménienne, grecque, néo-syriaque, slave et roumaine, 1909 ;
- Saint Cyrille et Nestorius. Contribution à l'histoire des origines des schismes monophysite et nestorien, in: ROC 15, 1910, 365-391; 16, 1911, 1-54 ;
- Recueil de monographies. III. Les légendes syriaques d'Aaron de Saroug, de Maxime et Domèce, d'Abraham, maître de Barsôma, et de l'empereur Maurice. Texte syriaque édité et traduit, in: PO 5, 1910, 693-778. 804-807 ;
- Nestorius. Le Livre d'Héraclide de Damas, traduit en français (avec le concours du R. P. Bedjan et de M. Brière), suivi du texte grec des trois homélies de Nestorius sur les tentations de Notre-Seigneur et de trois appendices: Lettre à Cosme, présents envoyés d'Alexandrie, lettre de Nestorius aux habitants de Constantinople, 1910 ;
- Recueil de monographies. IV. Jean Rufus, évêque de Maïouma. Plérophories, témoignages et révélations contre le concile de Chalcédoine. Version syriaque et traduction française, in: PO 8, 1911, 1-208 ;
- Nestorius, d'après les sources orientales, 1911 ;
- Ancienne littérature canonique syriaque, fasc. I. La Didascalie des douze apôtres, traduite du syriaque pour la première fois. Deuxième édition revue et augmentée de la traduction de la Didachê des douze apôtres, de la Didascalie de l'apôtre Adaï et des empêchements de mariage (pseudo-) apostoliques, 1912 (1. Aufl. 1902 );
- Documents pour servir à l'histoire de l'Église nestorienne. La seconde partie de l'Histoire de Barçadbešabba `Arbaïa et controverse de Théodore de Mopsueste avec les Macédoniens. Textes syriaques édités et traduits, in: PO 9, 1913, 489-677 ;
- Martyrologes et ménologes orientaux, I-XIII. Un martyrologe et douze ménologes syriaques édités et traduits, in: PO 10, 1915, 1-164;
- Deux textes de Bar Hébraeus sur Mahomet et le Coran, in: JA 211, 1927, 311-329; À propos d'un feuillet d'un manuscrit arabe. La mystique chez les Nestoriens. Religion et mystique chez les musulmans, in: Museon 43, 1930, 85-116. 221-262 ;
- Documents pour servir à l'histoire de l'Église nestorienne. La première partie de l'Histoire de Barçadbešabba `Arbaïa. Texte syriaque édité et traduit, in: PO 23, 1932, 177-343 ;
- Le traité sur l'astrolabe plan de Sévère Sebokt, Journal asiatique, 9e ser., 13, 56–101, 238–303, (1899) ;
- Le traité sur les Constellations écrit, en 661, par Sévère Sebokt, évêque de Qennesrin., Revue de l'Orient chrétien 7, no. 27 (1929) : 327–410 ; 8, no. 28 (1932) : 85–100.

Dans la Bibliothèque de l'École des hautes études
- no 121 : Bar Hebraeus, Sur la forme du ciel et de la terre (cours d'astronomie, 1279)

Dans la Bibliothèque hagiographique orientale
- no 2 : Vie de Jean Bar Aphtonia,

Dans la collection Patrologia Orientalis
- no 11 (= III, 1): Histoire d'Ahoudemmeh

Histoire de Marouta de Tagrit.
Traité d'Ahoudemmeh sur l'homme.
- no 19 (= IV, 4):Histoire de St Pacome.

Histoire de Jean Baptiste attribuée à l'Evangéliste Marc.
- no 25 (= V, 5) : Légende syriaque d'Aaron de Saroug,

Légende de Maxime et Domèce,
Légende d'Abraham et de Maurice.
- no 36 (= VIII, 1): Jean de Maiouma, Plérophories contre Chalcédoine.
- no 45 (= IX, 5): Barhadbesabba Arbaia, Histoire ecclésiastique (2) (Sur Nestorius…).

Théodore de Mopsueste, Controverse avec les Macédoniens.
- no 46 (= X, 1): Un martyrologe et douze ménologes syriaques.
- no 47 (= X, 2): Les ménologes des évangéliaires coptes-arabes.
- no 55 (= XI, 4): Ammonas, successeur d'Antoine ; textes grecs et syriaques.
- no 63 (= XIII, 2): Pseudo-Chrysostome (Nestorius) ; 4 Homélies.

Textes monophysites.
Histoire de Nestorius et conjuration contre la migraine.
Dans la Revue de l'Histoire des religions
- Les belles actions de Mar Rabboula, évêque d'Edesse.